# تمپتیشنز
تِمپتِیشنز (انگلیسی: The Temptations) یک گروه موسیقی آوازی آمریکایی است که با همکاری شرکت موتاون بیشترین موفقیت را در دهه‌های ۱۹۶۰ و ۱۹۷۰ میلادی به‌دست آورد. طراحی صحنه، رقص‌آرایی و هارمونیهای متمایز تمپتیشنز زبانزد بود و این گروه در تکامل سبک‌های آر اند بی و سول تأثیر بسزایی گذاشت.
با فروش ده‌ها میلیون آلبوم، تمپتیشنز به‌لحاظ تجاری از موفق‌ترین گروه‌های تاریخ موسیقی به‌شمار می‌رود. شش تن از اعضای گروه در سال ۱۹۸۹ به تالار مشاهیر راک اند رول راه یافتند و سه ترانهٔ مشهور گروه، «دختر من» (به انگلیسی: My Girl)، «تصور محض من (می‌گریزد با من)» (به انگلیسی: Just My Imagination (Running Away with Me)) و «پدر سنگی غلتان بود» (به انگلیسی: Papa Was a Rollin' Stone) در فهرست «۵۰۰ ترانه‌ای که راک اند رول را شکل دادند» جای گرفته‌اند. مجلهٔ رولینگ استون نیز گروه تمپتیشنز را در رتبهٔ ۶۸ از «۱۰۰ هنرمند برتر تاریخ موسیقی» جای داد.
تمپتیشنز به رهبری اوتیس ویلیامز یکی از پایه‌گذاران و تنها عضو اصلیِ باقی‌مانده‌اش، همچنان به فعالیت ادامه می‌دهد.